# クリステル・リンダル
バート・クリステル・リンダル（Bert Christer Lindarv、1953年3月3日 - ）、通称クリステル・リンダル（Christer Lindarw）は、スウェーデンのドラァグクイーン、衣裳デザイナー、およびドラァグ・ショーのグループであるAfter Darkのリーダー。

## 経歴

### 生い立ち
スウェーデンのセーデルマンランド県、エシルストゥーナにて誕生。母親であるヴィヴィアン・ヨンソン（Vivi-Anne Jonsson、1932年 – 2013年）と一緒に暮らし、母子家庭であった。ヴィヴィアンはクリステルが17歳の時（1970年または1971年）に、オートバイのスピードウェイの選手であったバート・リンダル（Bert Lindarw、1930年 – 2020年）と再婚した。

19歳までエシルストゥーナのワンルームマンションに居住し、その後ストックホルムに引っ越した。すでに幼少期には歌やエンターテインメントを人前で行った経験があり、10代の頃にセーデルマンランド県のフォークパーク（スウェーデンにおける大規模な公園）で、当時はまだ無名であったABBAのアンニ＝フリッド・リングスタッドと数回共演した。大学時代はストックホルムの私立大学であるベックマンデザイン大学で、服飾などのデザインについて学んだ。

### アーティストとしてのデビュー後（2004年 - ）

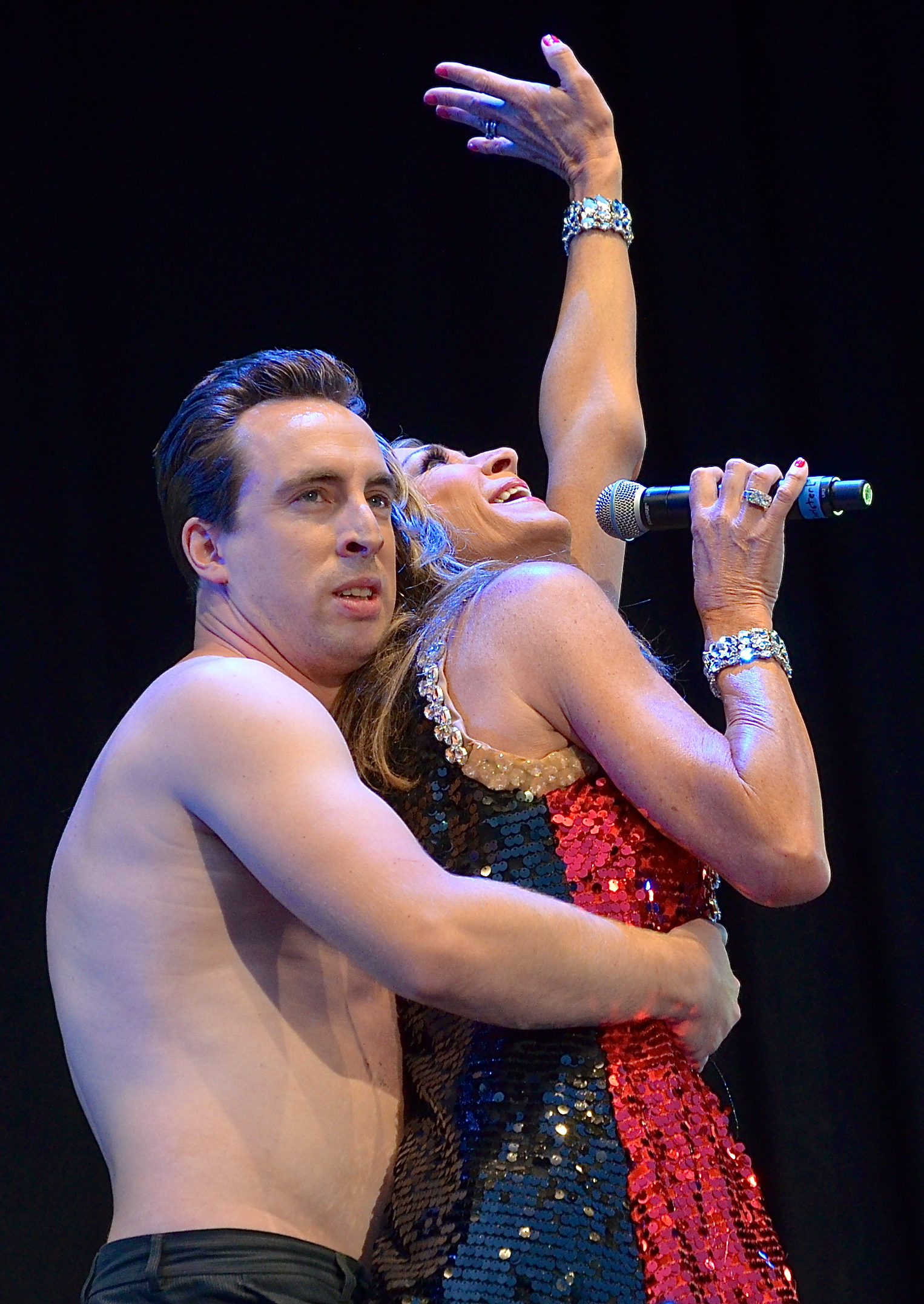
女装したリンダル(右)。2012年のストックホルム・フェスティバルにて。

### After Darkの結成（1976年 - ）

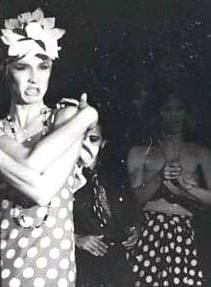
デビュー直後のリンダル。パロディ・ミュージカルである「ワイルド・サイド・ストーリー」にて、ロジャー・ヨンソンと共演した。（1976年）

リンダルがドラァグ・ショーに興味を抱いたきっかけは、性別の立場の逆転をテーマにした仮面舞踏会である。その後知人のロジャー・ヨンソンからドラァグ・ショーに出演することを勧められ、1976年1月5日、ドラァグクイーンとしてのデビューを果たした。当時の名義は「Zsa Zsa Shakespeer」であり、本名ではなかった。最初の公演はストックホルムのビブリオテクスガタン通りにあるアレクサンドラ・チャールズの経営するナイトクラブにて行われ、演目はパロディ・ミュージカルである「ワイルド・サイド・ストーリー」であった。